# 식스맨 - 시크릿 멤버
《식스맨 - 시크릿 멤버》(SIXMAN - Secret member)는 대한민국의 방송사 문화방송의 예능프로그램 《무한도전》에서 방영된 에피소드로 2015년 3월 14일부터 4월 18일까지 방송됐으며, 총 6회에 걸쳐 방영되었다. 길, 노홍철이 음주운전 논란으로 인해 하차한 상태에서 결원을 채우기 위해 6번째 멤버를 발탁하는 과정을 구성한 에피소드이다. 무한도전의 멤버간 투표를 통해 최종적으로 황광희가 발탁되어 2015년 5월 9일 427회 ’무한도전 신고식‘부터 고정출연하게 되었다.

## 파일럿 프로그램
2주에 걸쳐 방영되었으며, 식스맨 후보로 최종 선정된 5인(강균성, 장동민, 홍진경, 최시원, 황광희) 가운데 무한도전의 새 멤버로 적격인 1명을 투표로 뽑기 위해 기존 멤버 5인과 각각 2인 1조로 나누어 팀을 결성한 뒤 후보 5명이 아이디어 발표에서 제시한 프로젝트를 가지고 파일럿 프로그램을 제작했다.

### 단발머리 특공대
- 진행자: 유재석, 강균성, 남창희
- 출연자: 김숙, 신봉선

### 전설의 주먹
최고의 주먹을 가진, 주먹의 고수라고도 불리는 연예인을 직접 찾아가서 진가를 확인해보는 프로그램
- 진행자: 박명수, 장동민
- 출연자: 이동준, 이훈, 김보성, 김창열

### 지금 만나러 갑니다
중화권 스타 임달화를 만나기 위해 마련한 프로그램
- 진행자: 정준하, 홍진경
- 출연자: 임달화

### 패션황
- 진행자: 황광희, 정형돈
- 출연자: 박나래, 장도연, 유병재, 조정치, 김유곤PD 외 등등

### 뚜르 드 서울
대한민국의 중심부인 서울의 핫플레이스라고도 할 수 있는 명소들을, 자전거 일주를 통해서 찾아가보는 프로그램
- 진행자: 하하, 최시원

## 같이 보기
- 무한도전